# Pieter van der Aa
Pieter van der Aa (Leida, 1659 – Leida, agosto 1733) è stato un editore olandese.
Fu uno dei maggiori editori europei del diciassettesimo e diciottesimo secolo, operando circa dal 1682 a Leida insieme ai suoi fratelli. Tradusse, tra le altre opere, anche quelle di Erasmo da Rotterdam, come l'Elogio della follia e pubblicò le raccolte di storia e archeologia di Johann Georg Graeve e le opere botaniche di Johan Frederik Gronovius.

## Biografia

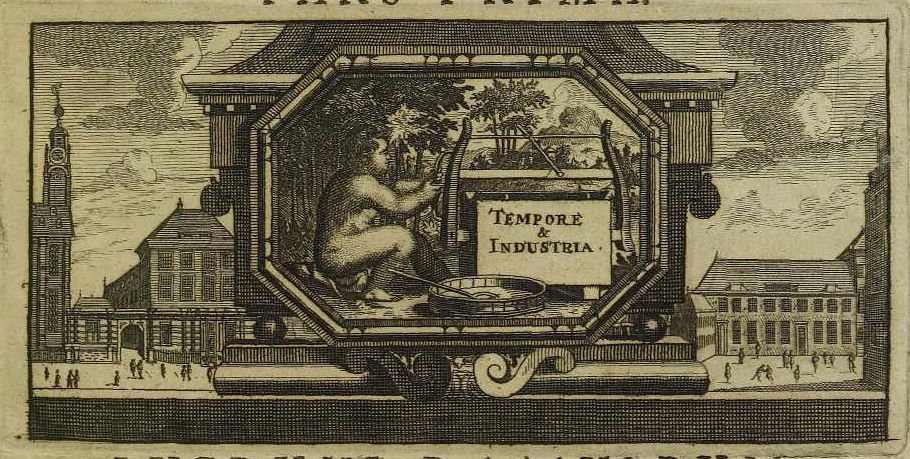
Marca tipografica di Pieter van der Aa, con il motto latino Tempore et industria

Pieter van der Aa fu uno dei tre figli di uno scalpellino tedesco di Holstein, Boudewyn Pieterszoon van der Aa. Suo fratello Pieter Boudewyn era un tipografo; l'altro fratello, Hillebrand, un incisore di piastre di rame.

### Carriera
Pieter van der Aa iniziò la sua carriera a Leida nel 1683 come editore commerciale latino, pubblicando testi classici di scienza e medicina. Successivamente iniziò a pubblicare atlanti e mappe, redigendo molte collezioni di lavori. La sua ambizione di diventare il più famoso tipografo di Leida fu soddisfatta nel 1715 quando diventò capo tipografo nella città e nella sua università. Alcune fra le sue maggiori pubblicazioni riguardavano storia d'Italia e della Sicilia, un'area che lo interessava molto.

## Influenza culturale

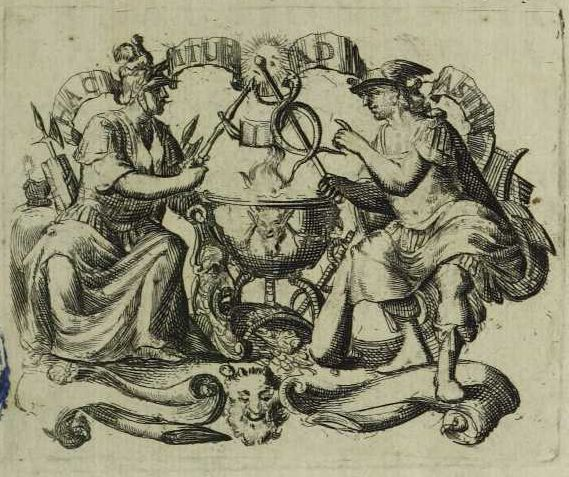
Marca tipografica di Pieter van der Aa

Un genere di orchidea, la Aa, fu chiamata così in suo onore dal botanico Heinrich Gustav Reichenbach, perché Pieter van der Aa fu il tipografo di Paradisus Batavus del botanico tedesco Paul Hermann. Pubblicata postuma nel 1698, questa spiegazione è contestata.

## Atlanti pubblicati
- Nouvel Atlas
- Il sesto volume Galerie Agréable du Monde [Leiden, 1728],[2].
- Van der Aa, Pieter - F. Draakx schipvaart door de straat en Zuyd Zee gedaan om de gantsen aardkloot. - Leiden, Van der Aa 1706-08 [16 x 23,2 cm]
- Van der Aa, Pieter - Zee-togten door Thomas Candys na de West Indien, en van daar rondom den gantzen aardkloot gedaan.
- Van der Aa, Pieter - *T Noorder deel van Amerika. Door C.Kolumbus in zyn.. Leiden, Van der Aa 1706-08 [16 x 23,6 cm]
- Van der AA, Pieter - Amerika of de Nieuwe Weereld Aller eerst Door C. Kolumbus; Leiden, 1705
- Van der Aa, Piter - Niew (Niue) Engeland in twee Scheeptogten door..John Smith.. Leiden, 1705
- Vander Aa, Pieter - De voor Eylanden van America.. Florida, New Mexico,... Leiden, 1705
- Van der Aa, Pieter, T Vaste Land van Darien ten Zuiden Cuba en Hispaniola Gelege - Leiden, 1705
- Van der Aa, Pieter - Cuba en Jamaica, soo als die door Kolombus.. Leiden, 1705
- Van der Aa, Pieter - Reys togt door Thomas Coryat van Jerusalem; Leiden, 1705
- Van der Aa, Pieter - De zee en land-reysen vandenridder Hendrik Blunt.; Leiden, 1705
- Van der Aa, Pieter - Melite Insula vulgo Malta; Leiden, 1712
- Van der Aa, Pieter - Valetta Civitas Nova Maltae olim Millitae; Leiden, 1712
- The plates in the Leiden University Catalogus librorum of 1716 in Quaerendo, 22, 1992, p. 271-284, ill.

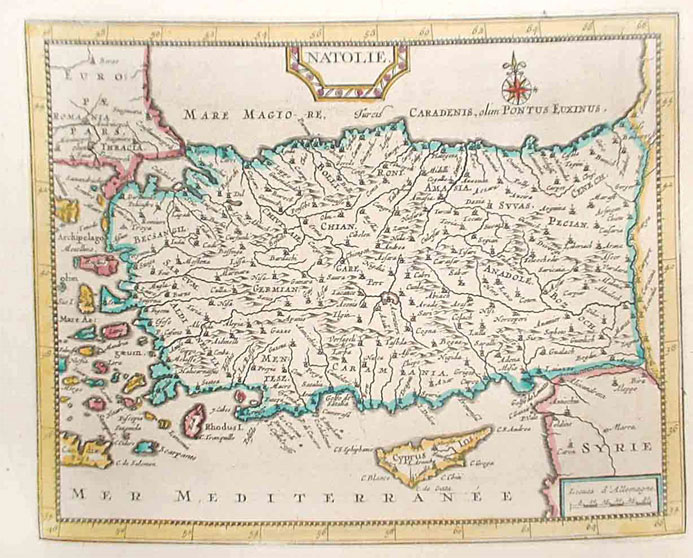
Mappa della Turchia e di Cipro del 1719
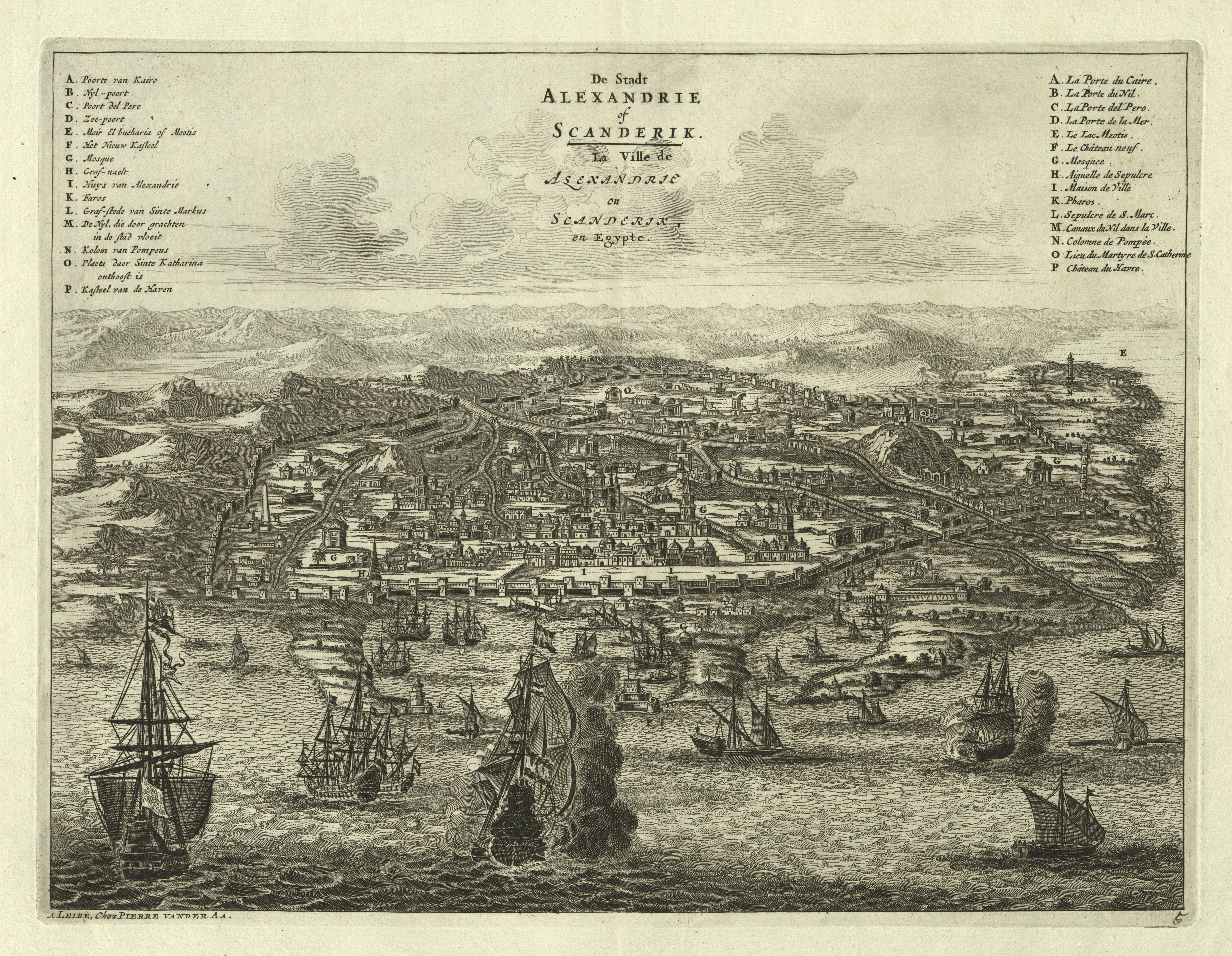
Mappa della Alessandria del 1720
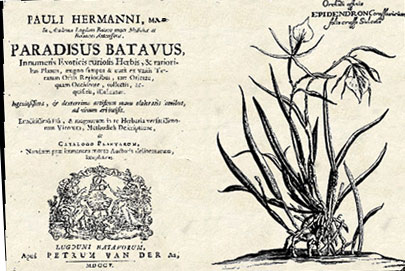
Paradisus Batavus di Paul Hermann
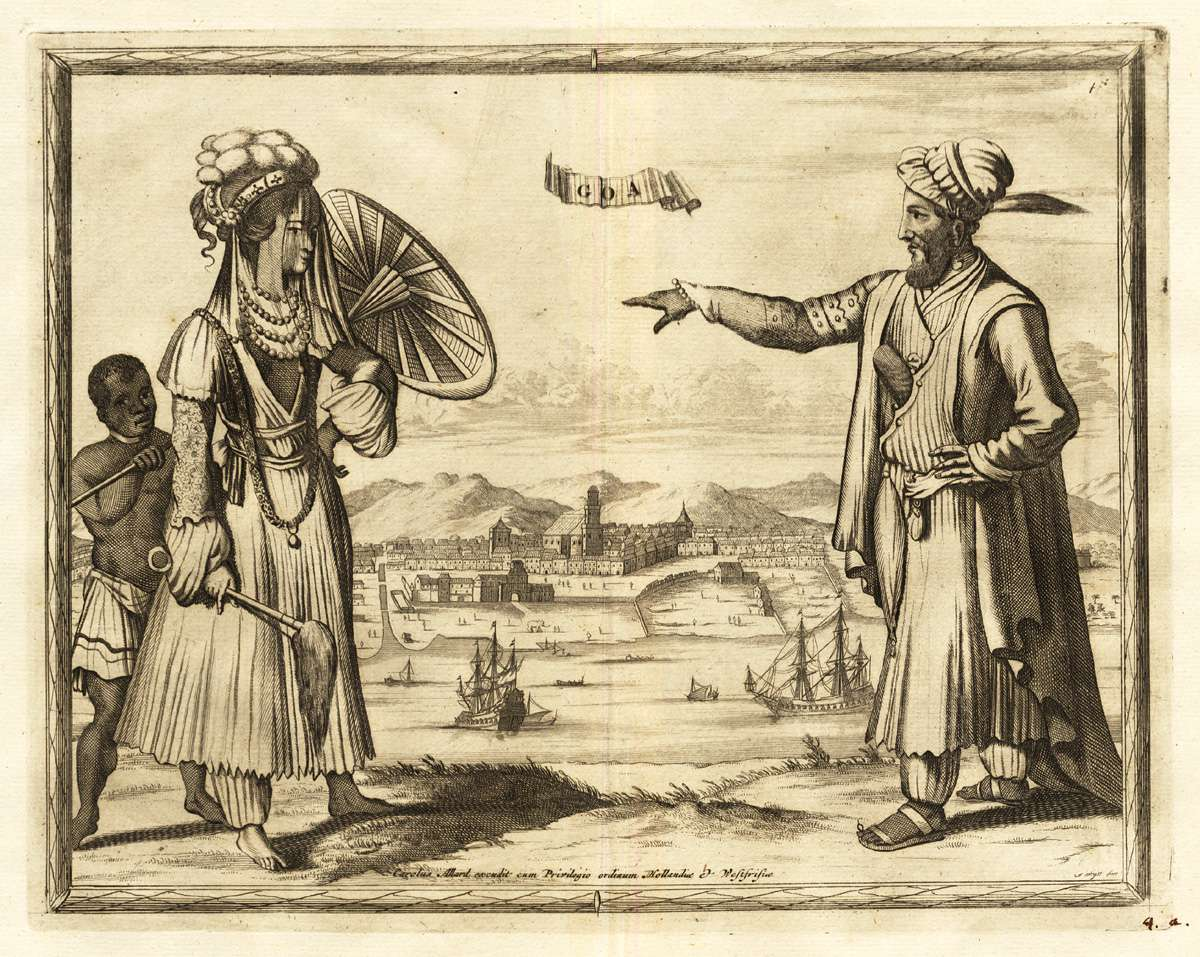
Una signora e un gentiluomo di Goa
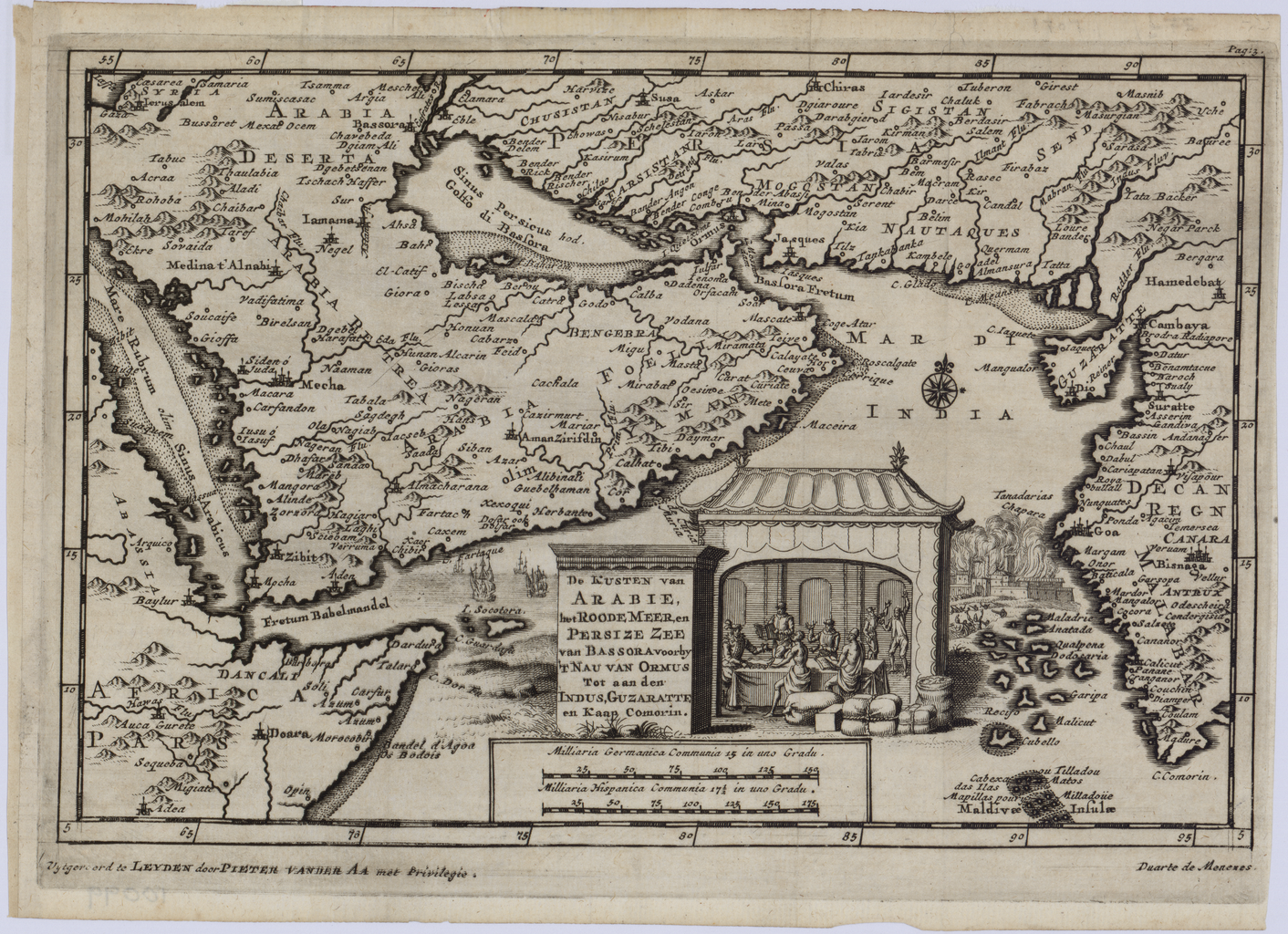
La costa dell'Arabia, il Mar Rosso e il Mare Persiano nel 1707